# Albert Prochaska
Albert (Adalbert) Prochaska (23. červenec 1827 Teplá – 13. září 1897 Plasy) byl český ředitel, spisovatel a báňský inženýr. Jeho první žena byla Agnes Schneller se kterou měl tři děti, druhá žena byla Marií Ferdinadi.

## Profesionální působení
Byl ředitelem v Kaznějově u firmy Johanna Davida Starcka v létech 1848–1873, dále ve vedoucích pozicích této firmy na plzeňsku až do své penze v roce 1884. Stal se vlastníkem záslužného zlatého kříže. Je pohřben v Oboře v okrese Plzeň-sever.

## Dílo
V roce 1873 u příležitosti světové výstavy ve Vídni sepsal pamětní spis
- “Die firma Joh.Dav. Starck und ihre Berg- , Mineral-Werke und Fabriken” (Plzeň 1873) a dále je autorem příručky pro pojišťování dělnictva.
- “Die Arbeiterfrage und die Vesicherungsgesetze der Arbeiter” (1893).